# C/1806 V1
Komet Pons ali C/1806 V1 je komet, ki ga je odkril francoski astronom Jean-Louis Pons 9. novembra 1806 v Marseillu, Francija.

## Značilnosti
Komet je imel parabolično tirnico. Soncu se je najbolj približal 29. decembra 1806, ko je bil na razdalji približno 1,1 a.e. od Sonca. Ob odkritju ni kazal vidnega jedra.